# Schwamendingen
Schwamendingen ist ein Stadtkreis der Stadt Zürich.
Die ehemals selbständige Gemeinde Schwamendingen wurde 1934 eingemeindet und bildet den heutigen Kreis 12. Administrativ wird Schwamendingen vom statistischen Amt seit 1971 in die drei Verwaltungseinheiten («Quartiere») Schwamendingen Mitte, Saatlen und Hirzenbach geteilt. Die im Glattal liegenden Stadtkreise 11 und 12 werden zusammen oft auch als Zürich Nord bezeichnet.
Zugleich trägt auch eine seit 1975 existierende Zürcher Zunft diesen Namen.

## Wappen
Blasonierung
In Rot eine gestürzte silberne Pflugschar und im linken Obereck ein silbernes Tatzenkreuz
Die Pflugschar deutet auf die ehemals bäuerlich geprägte Landgemeinde Schwamendingen hin. Das Tatzenkreuz symbolisiert die Zugehörigkeit zum Stift Grossmünster.
Im Zunftwappen, das beim Fest Sechseläuten verwendet wird, ist die Pflugschar und ein Wellenpfahl, der die Glatt darstellt, auf blauem Hintergrund abgebildet.

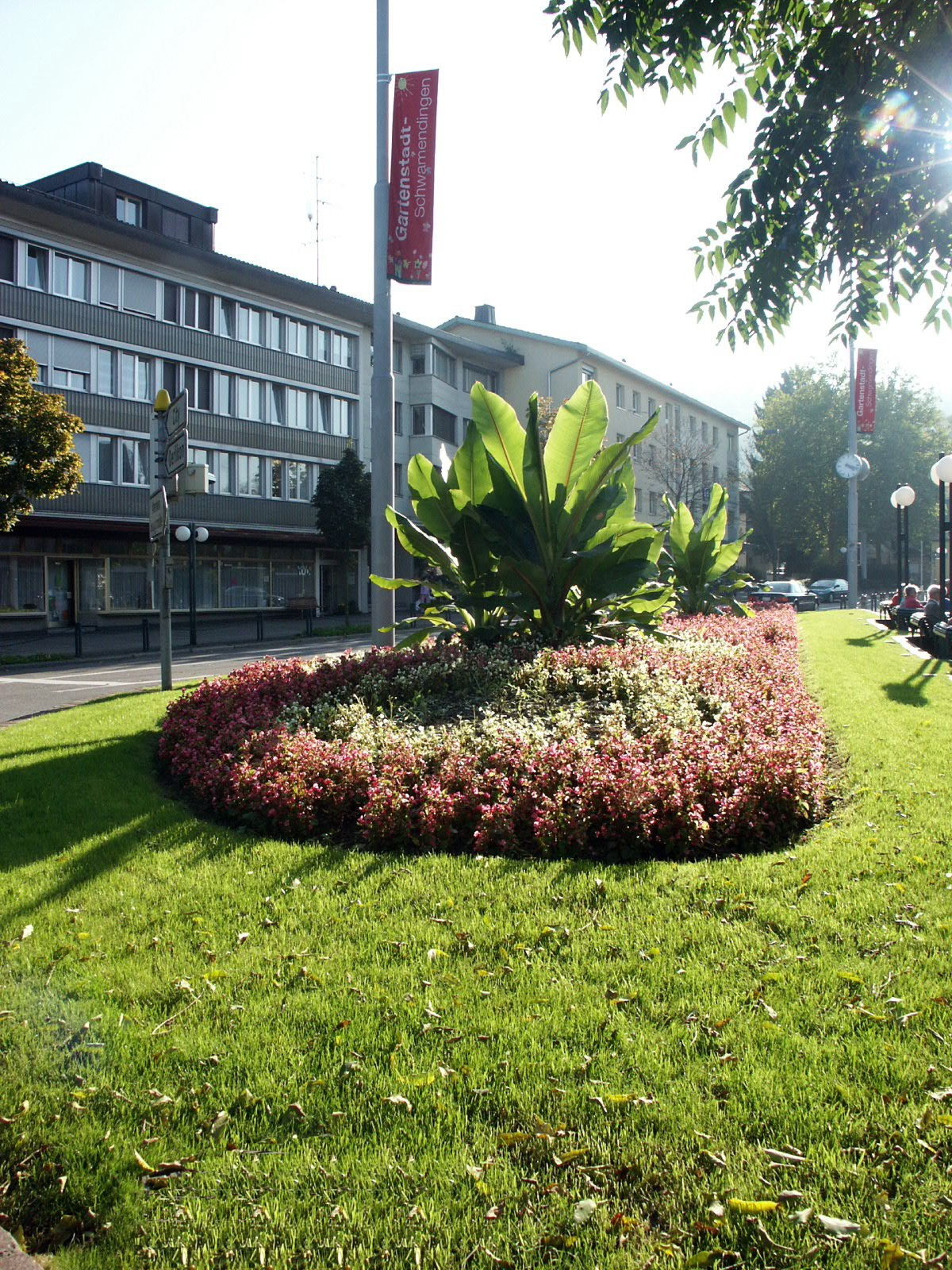
Schwamendingerplatz

## Geographie
Im Norden grenzt Schwamendingen an die Gemeinde Wallisellen, im Osten an die Gemeinde Dübendorf. Innerhalb der Stadt Zürich grenzt Schwamendingen im Gegenuhrzeigersinn an Seebach, Oerlikon (Kreis 11), Oberstrass (Kreis 6), Fluntern und Hottingen (Kreis 7).

## Geschichte
Der Name Schwamendingen geht auf einen alemannischen Siedler namens Swabmund zurück, der sich im Frühmittelalter an der Stelle des heutigen Ortes niederliess. Der Ortsname bedeutet damit «bei den Leuten des Swabmund». Aus dieser Zeit stammt ein im Dorf gefundenes Gräberfeld, aus dem einige Grabbeigaben auf das 6. Jahrhundert datiert werden konnten. Im 9. Jahrhundert vermachte ein «Picho, Sohn des Ertilo» seine Besitzungen im Ort, der damals noch Swamundinga geschrieben wurde, dem Grossmünster in Zürich.
Anfangs war Schwamendingen lediglich ein kleiner Weiler, der einem Rotulus des Grossmünsters zufolge 915 aus zehn Wohnhäusern bestand. Eine Erwähnung des Schwamendinger Widums (Kirchengutes) findet sich in einem Brief des Propstes von Grossmünster an den Bischof von Konstanz aus dem Jahr 1270.
Als die Stadt Zürich 1428 die Herrschaft über Schwamendingen übernahm, bildete dieses mit einigen umliegenden Weilern eine eigene Obervogtei. Lehnsrechtlich gehörte der Ort jedoch weiterhin zum Grossmünster, das 1461 der Dorfkirche eine Glocke stiftete. 1526 jedoch hielt die Reformation Einzug in Schwamendingen, Hans Schmid wurde erster reformierter Pfarrer und durch die teilweise Säkularisation endete die Grundherrschaft des Grossmünsters.
1554 wurde der Kehlhof Schwamendingen neu aufgebaut. Der Neubau stand auf den Grundmauern des alten Gebäudes, das bereits 929 erwähnt worden war. In dieser Zeit setzten sich Dachziegel aus Schwamendinger Produktion gegenüber dem bisher üblichen Strohdach ab, was auch die Architektur des neuen Kehlhofs prägte. Neben der Ziegelbrennerei war ein weiterer wichtiger Erwerbszweig die Vermietung von Pferden und Ochsen als Zugtiere für die Steigung auf dem Weg nach Zürich, an der das Dorf liegt. Für das Jahr 1624 ist zum ersten Mal ein amtierender Schulmeister, Jakob Schön aus Flums, namentlich bezeugt.
Von der Weltgeschichte wurde Schwamendingen 1798 wieder gestreift, als ein französisches Heer die Umgebung Zürichs besetzte und die Bevölkerung für die Einquartierungen aufkommen liess. Im Jahr darauf kam es bei Schwamendingen zur Zweiten Schlacht bei Zürich zwischen den französischen Soldaten und der russischen Armee. 1831 wurde der Kanton demokratisiert, in der Verfassung das Volk als höchste Gewalt im Staat anerkannt. Dennoch demonstrierten am 29. August 1841 mehr als 20.000 Personen aus dem kompletten Kanton bei der Schwamendinger Ziegelhütte gegen die als zu konservativ empfundene Regierung. Dieses Ereignis wurde als «der schöne 29. August» bekannt.
1872 wurde Oerlikon von Schwamendingen abgetrennt, sodass die beiden Orte nun als selbstständige Gemeinden existierten. Von der Industrialisierung wurde Schwamendingen jedoch erst spät, im 20. Jahrhundert, voll erfasst, da die Eisenbahnlinie Zürich–Winterthur nicht durch den Ort, sondern entlang der Nachbargemeinden Wallisellen und Oerlikon verlief. Erst 1906 führte eine Linie der elektrischen Strassenbahn Zürich–Oerlikon–Seebach bis zum «Hirschen» und 1910 begann die Elektrifikation Schwamendingens.

Luftbild aus 200 m von Walter Mittelholzer (1919)

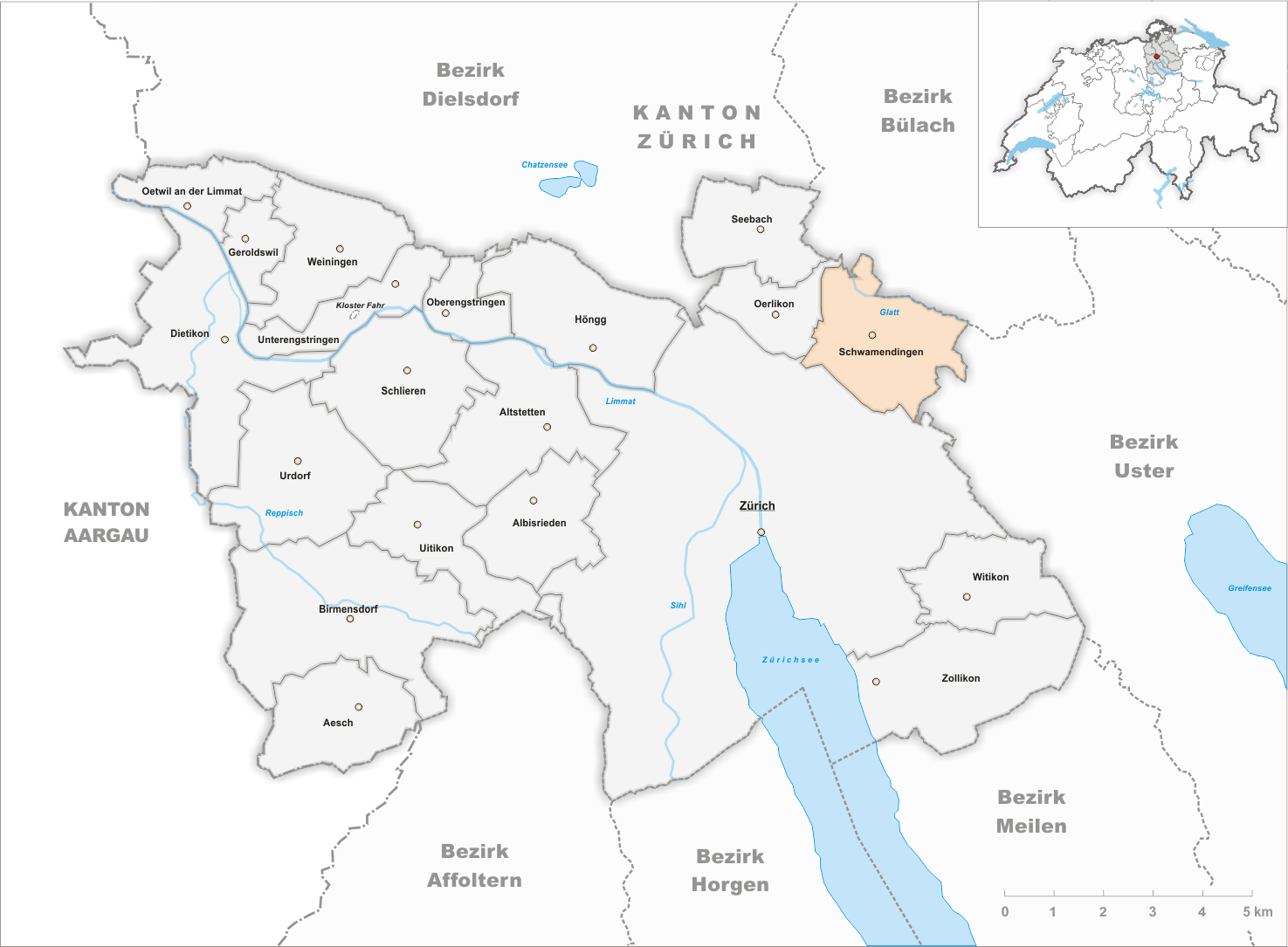
Die Gemeinde innerhalb des Bezirks Zürich vor der Eingemeindung 1934

Die ehemals selbständige Gemeinde Schwamendingen wurde am 1. Januar 1934 nach Zürich eingemeindet und bildete ursprünglich zusammen mit den ehemaligen Gemeinden Oerlikon, Seebach und Affoltern den Stadtkreis 11. Die Wohnbaugenossenschaft des SVEA errichtete bezahlbaren Wohnraum. 1951 wurde eine katholische Kirchengemeinde gegründet, 1956/57 die katholische Kirche St. Gallus erbaut.
Durch den Bauboom in den 1950er-Jahren stieg die Einwohnerzahl von ursprünglich 3000 relativ rasch auf 34'500 im Jahre 1966. Dies hatte 1971 eine Revision der Stadtkreise zur Folge, anlässlich welcher Schwamendingen in einen eigenen, neu geschaffenen Kreis 12 umgeteilt und vom Statistischen Amt der Stadt Zürich am Reissbrett in die drei Quartiere Schwamendingen Mitte, Saatlen und Hirzenbach unterteilt wurde, die ausschliesslich eine statistische Bedeutung haben. Für das Gebiet der Stadt Zürich gilt seither administrativ unverändert die Einteilung von 1971.

## Bevölkerung
Zurzeit leben in Schwamendingen ca. 33'500 Einwohner (Stand 2023). Der Ausländeranteil liegt bei 37,8 %, also über dem städtischen Durchschnitt von 33,6 %. Dies mag mit den vergleichsweise niedrigen Wohnungspreisen im Stadtteil zusammenhängen.

## Bevölkerungsentwicklung des Stadtkreises
Quelle: Statistik & Daten: Schwamendingen

## Kirchen und Gotteshäuser
Die evangelisch-reformierte Kirche besitzt in Schwamendingen drei Gotteshäuser:
- Kirche Schwamendingen, auch St. Niklauskirche genannt: 1270 wurde erstmals eine dem Hl. Nikolaus von Myra geweihte Kapelle des Grossmünsters in Schwamendingen erwähnt. Die heutige Kirche wurde im Jahr 1674 erbaut und im Jahr 1885 durch Baumeister Kuhn, Oberstrass, vollständig renoviert, mit neuen Glocken und einer Aufstockung des Dachreiters um sieben Meter versehen. 1924–1925 erfolgte eine Aussen- und Innenrenovation. Dabei wurde auch die erste Orgel der Kirche eingebaut, es war ein von der Orgelbaufirma Th. Kuhn, Männedorf, erbautes Instrument. 1976 wurde die Kirche durch Architekt Heinz Hess erneut renoviert und dabei die heutige Orgel der Kirche eingebaut, ein von Peter Ebell, Kappel am Albis ZH, gebautes Instrument. Die St. Niklauskirche steht seit 1975 unter Denkmalschutz. Aus dem 1246 erstmals urkundlich erwähnten Kirchhof ist im 20. Jahrhundert der Quartierfriedhof Schwamendingen hervorgegangen.
- Stefanskirche Hirzenbach: In den Jahren 1954–1955 nach Plänen der Architekten Max Aeschlimann und Armin Baumgartner erbaut. Die Kirche besitzt einen freistehenden Turm sowie einen Gemeindesaal, Unterrichtsräume und ein Pfarrhaus. Die Erste Orgel der Kirche war eine Maag-Orgel, das heutige Instrument stammt aus dem Jahr 1984 und wurde von Armin Hauser, Kleindöttingen AG gebaut.
- Kirche Saatlen: Der Architekt Claude Paillard, Atelier CJP baute in den Jahren 1962–1964 diese Kirche, die am Reformationssonntag am 1. November 1964 eingeweiht wurde. Im Jahr 1965 erhielt die Kirche die Auszeichnung für Gute Bauten in der Stadt Zürich. Das kirchliche Zentrum ist zweigeschossig und steht auf knappem Baugrund, wobei die Kirche im Obergeschoss platziert ist.

Die römisch-katholische Kirche ist in Schwamendingen mit der Kirchgemeinde St. Gallus vertreten:
- Die Kirche St. Gallus wurde in den Jahren 1956–1957 von den Architekten Ferdinand Pfammatter und Walter Rieger erbaut. Die Kirche nimmt die Bauform der Flugzeughangars des nahe gelegenen Militärflugplatzes Dübendorf auf. Seit 1990 besitzt die Kirche eines der grössten Kirchenfenster der Schweiz, gestaltet vom Künstler und Kapuziner Fra Roberto.

Die serbisch-orthodoxe Kirche kaufte die ehemalige neuapostolische Kirche in Schwamendingen im Jahr 2006 und baute sie ab 2007 in eine orthodoxe Kirche um, wobei das Gebäude eine Kuppel erhielt.
Die Heilsarmee Zürich-Nord besitzt an der Saatlenstrasse ein Gemeindezentrum, das in den Jahren 1997–1998 vom Architekturbüro Jürg Bühler, Zürich, erstellt wurde.
Die Kirche Jesu Christi der Heiligen der Letzten Tage, früher als „Mormonen“ bekannt, besitzt am Herbstweg ein kirchliches Gemeindezentrum. Dieses wurden in den Jahren 1965–1968 vom Architekten Hans B. Ringger, Basel, erstellt. Am 5. Mai 1968 wurde das Zentrum vom 13. Präsidenten der Kirche Ezra Taft Benson eingeweiht.

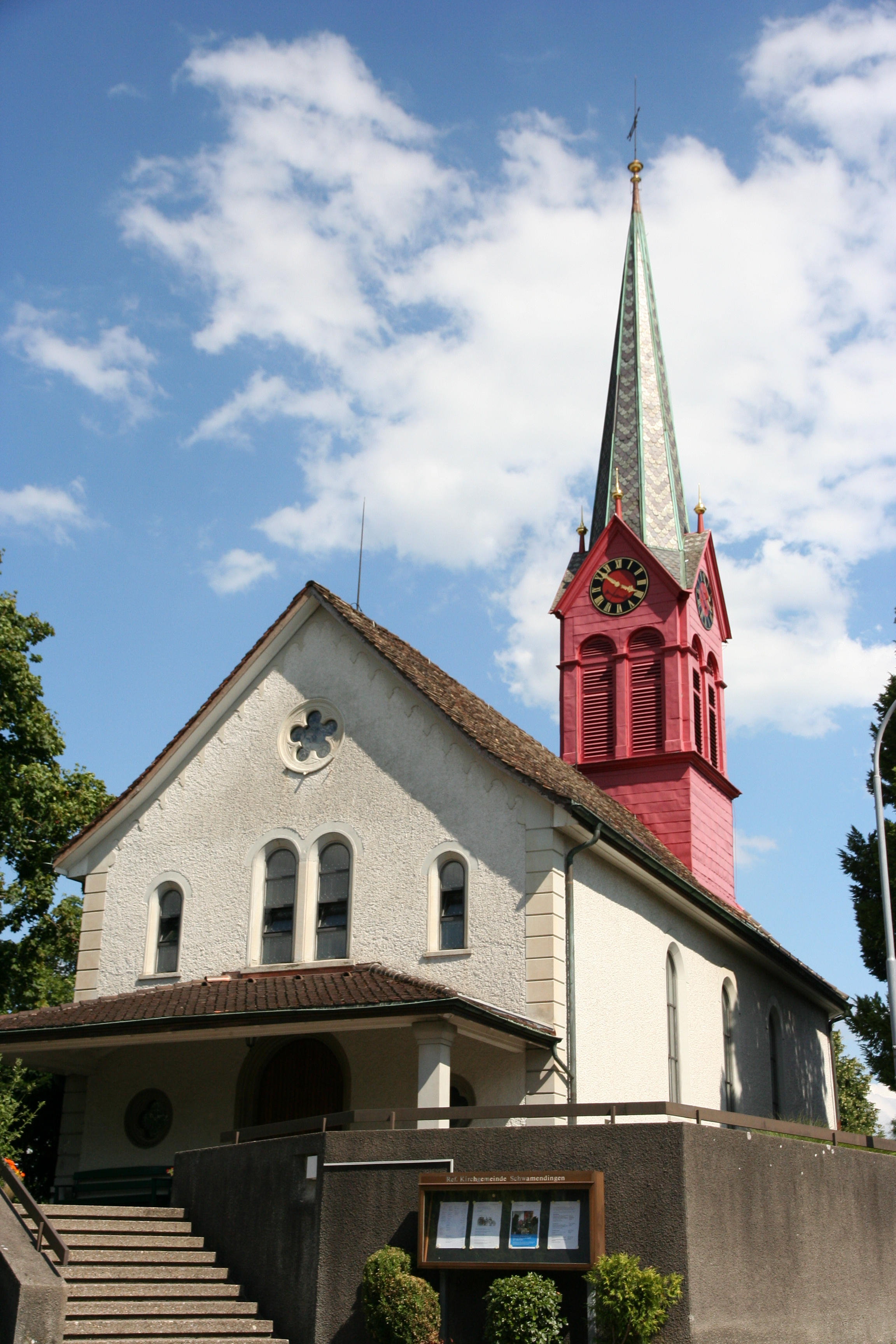
Kirche Schwamendingen
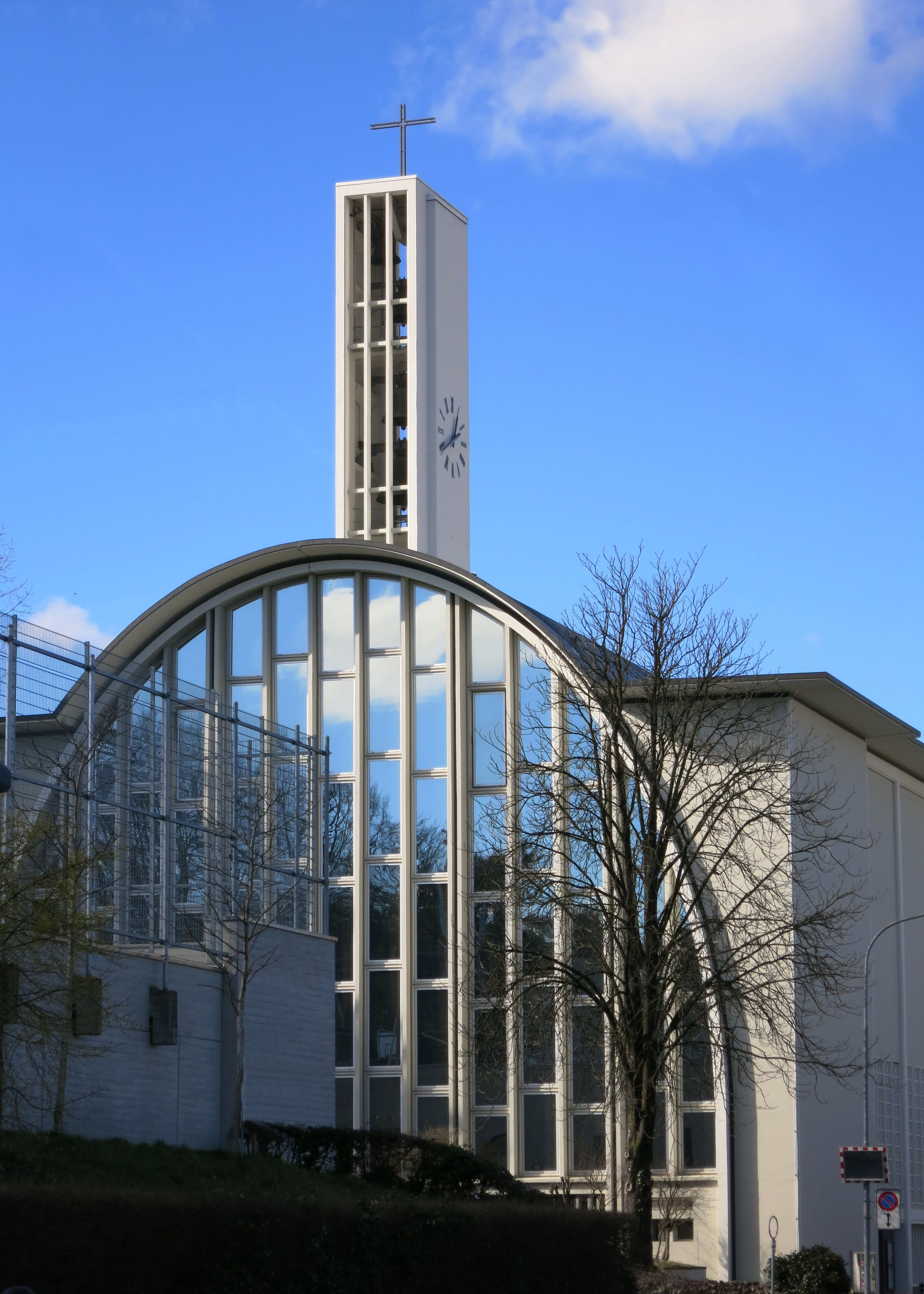
Katholische Kirche St. Gallus
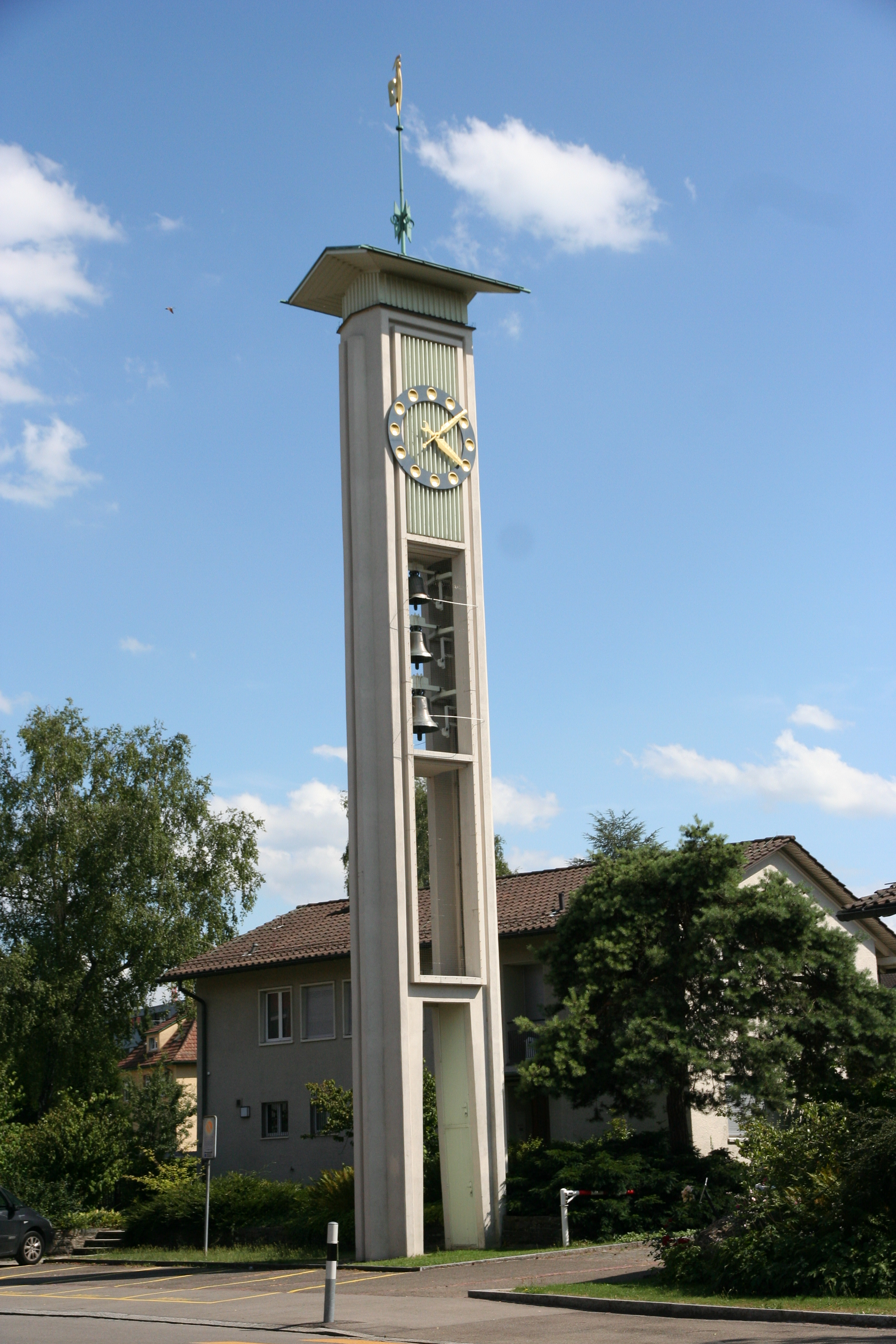
Stefanskirche Hirzenbach
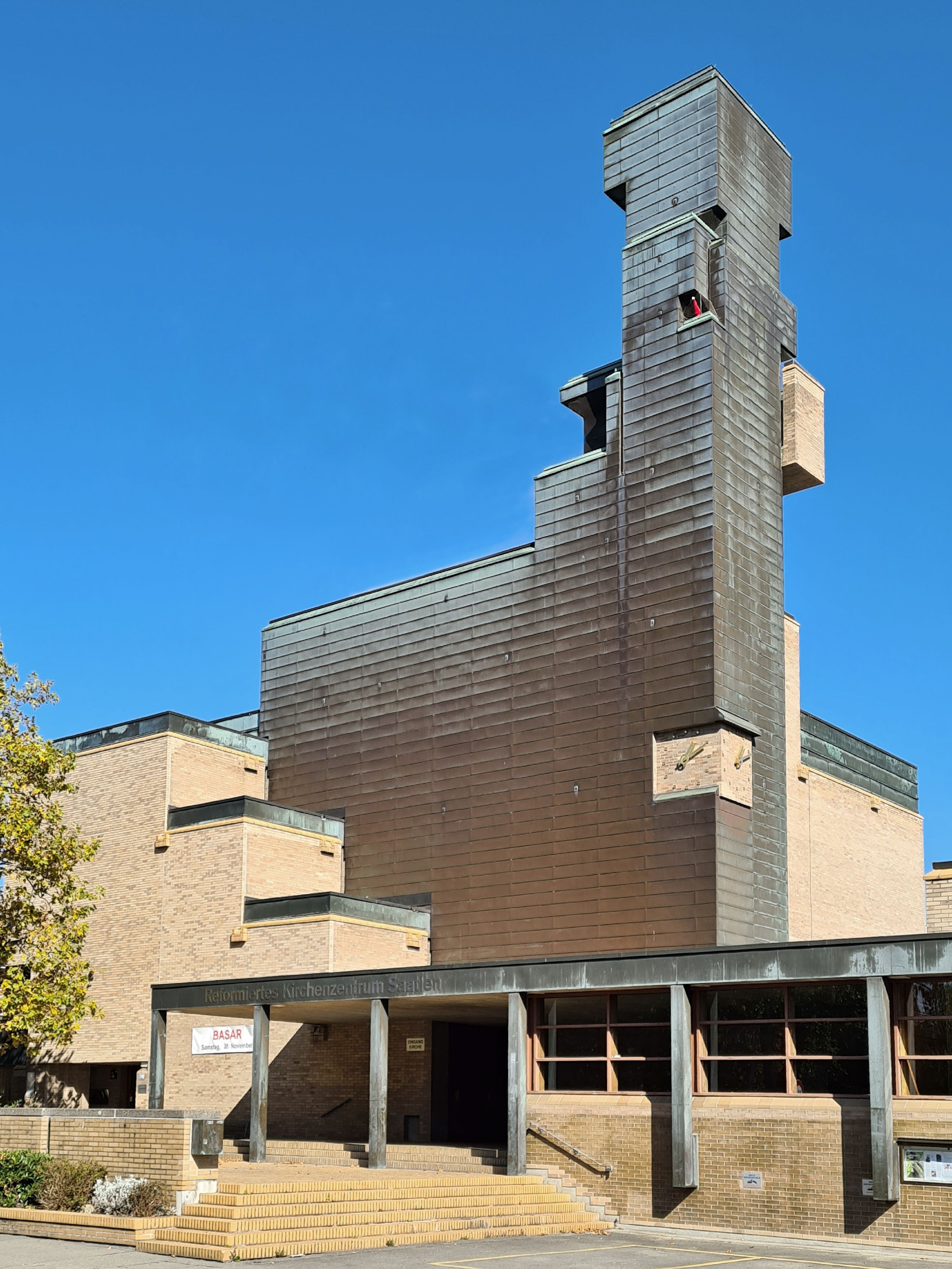
Kirche Saatlen

## Verkehr
Schwamendingen wird von der Autobahn A1 durchquert, auf der täglich bis zu 120'000 Personen- und Lastwagen verkehren. Nach jahrzehntelangen Bemühungen haben die Parlamente von Stadt, Kanton und Bund 2006 die Kredite und 2011 die nötig gewordenen Zusatzkredite für eine 900 m lange Einhausung der Autobahn genehmigt. Der Bau kostete insgesamt 450 Millionen Franken, wovon der Bund die Hälfte übernahm. Die Einhausung mit dem darauf eingerichteten Ueberlandpark wurde am 9. Mai 2025 mit einem Festakt eingeweiht und der Park am 10. Mai für die Bevölkerung geöffnet.
Nach Schwamendingen führen die Tramlinien 7 und 9 (durch den Tramtunnel Milchbuck–Schwamendingen) sowie nach Auzelg die Linien 11 und 12. Ebenso verkehren dort die Buslinien 61, 62, 75 und 787:
- 7: Bahnhof Stettbach – Schwamendingerplatz – Milchbuck – Schaffhauserplatz – Hauptbahnhof – Paradeplatz – Bahnhof Enge – Wollishoferplatz
- 9: Hirzenbach – Schwamendingerplatz – Milchbuck – ETH/Universitätsspital – Bellevue – Paradeplatz – Stauffacher – Heuried (– Triemli)
- 11: Auzelg – Bahnhof Oerlikon – Bucheggplatz – Schaffhauserplatz – Hauptbahnhof – Paradeplatz – Bellevue – Rehalp
- 12: Bahnhof Stettbach – Wallisellen, Bahnhof – Auzelg – Glattbrugg, Bahnhof – Zürich Flughafen, Fracht
- 61: Mühlacker – Bahnhof Affoltern – Bahnhof Oerlikon – Aubrücke – Wallisellen, Glatt
- 62: Waidhof – Bahnhof Affoltern – Bahnhof Oerlikon – Saatlenstrasse – Schwamendingerplatz
- 75: Seebacherplatz – Schönauring – Bahnhof Oerlikon Ost – Schwamendingerplatz (– Auzelg Ost)
- 787: Bahnhof Oerlikon – Leutschenbach – Aubrücke – Wallisellen, Glatt – Dietlikon, Bahnhof – Brüttisellen, Obere Wangenstrasse

Im Osten Schwamendingens, auf der Grenze zur Nachbargemeinde Dübendorf, befindet sich der Bahnhof Stettbach. Verschiedene S-Bahn-Linien führen von hier ins Zürcher Stadtzentrum, nach Winterthur sowie in weitere Teile des Kantons Zürich. Seit Eröffnung der dritten und vorerst letzten Bauetappe der Glattalbahn im Dezember 2010 verbindet deren neue Linie 12 den Bahnhof Stettbach über Dübendorf, Wallisellen und Opfikon mit dem Flughafen Zürich.
Seit Herbst 2003 wird Schwamendingen durch die Südanflüge auf den Flughafen Zürich zusätzlich belastet.

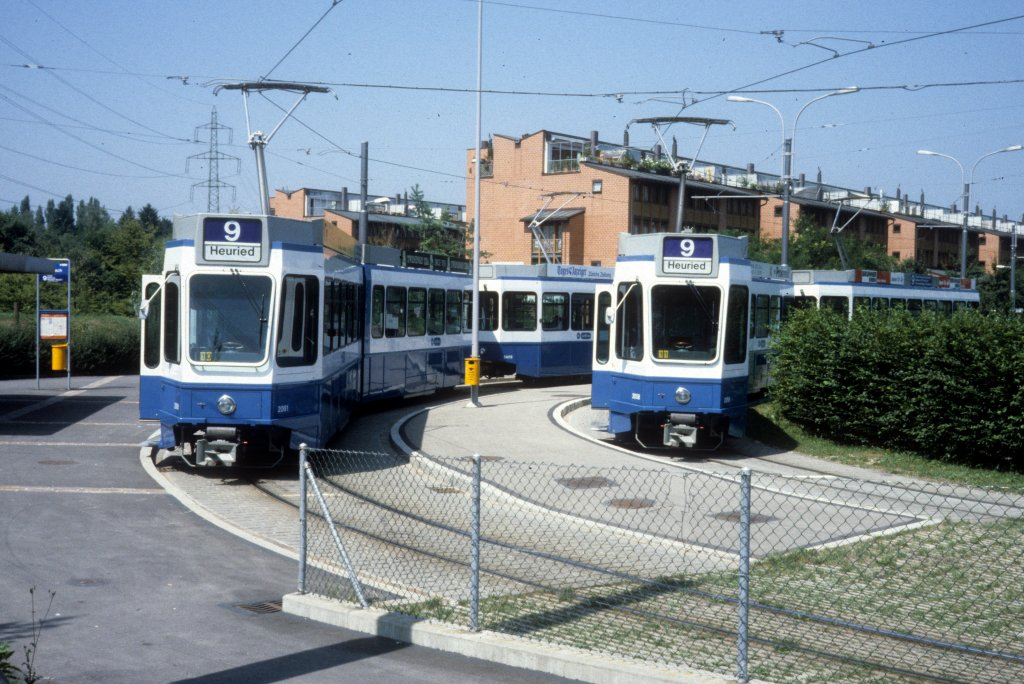
Endstation Hirzenbach
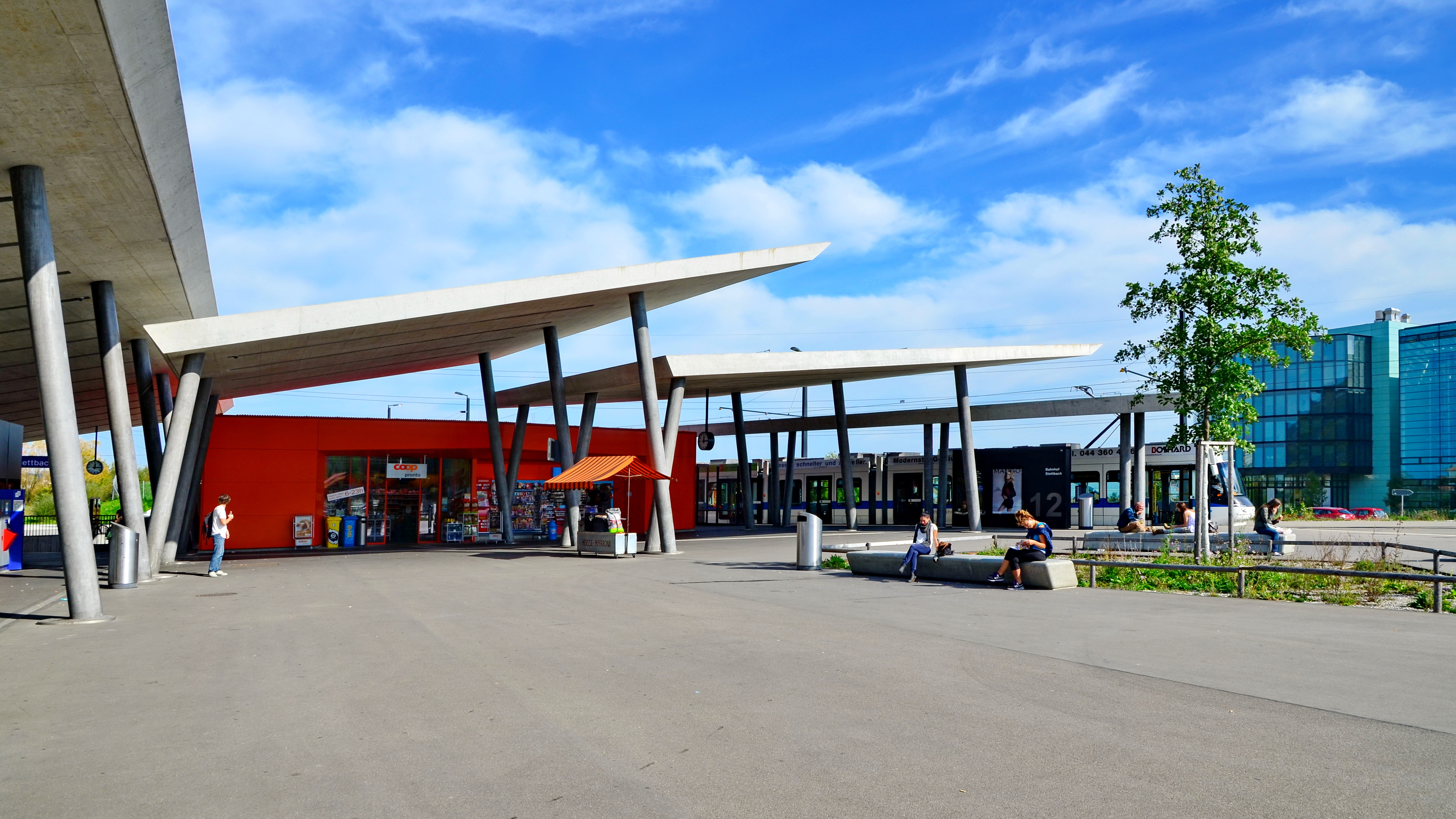
Bahnhof Stettbach
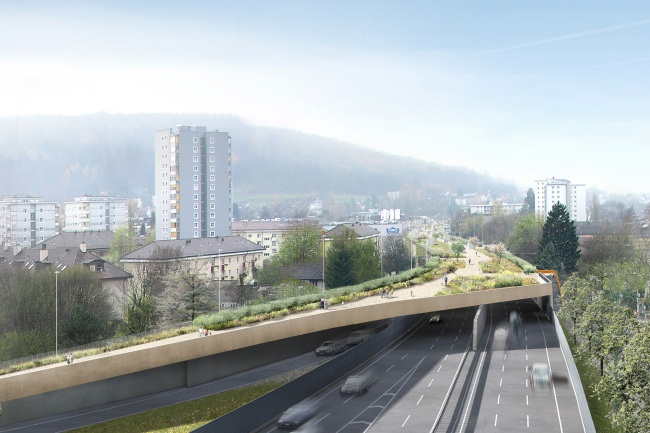
Einhausung Schwamendingen

## Politik
Die SP erreichte 29,1 %, die SVP 21,4 %, die Grünen 14,0 %, die GLP 9,9 %, die FDP 8,8 % und die AL 4,9 % (Kantonsratswahlen 2019)

## Sport
Für 1939 war der Grosse Preis der Schweiz im Rahmen der Motorrad-Europameisterschaft auf einer knapp fünf Kilometer langen, neuen Strecke in Schwamendingen vorgesehen. Das Rennen wurde jedoch wegen des Ausbruchs des Zweiten Weltkrieges abgesagt.
Der Fussballverein FC Schwamendingen wurde 1952 gegründet. Der Verein umfasst 22 Mannschaften, die verteilt sind von Junioren bis Veteranen. Das 1. Team spielt in der 3. Liga.
Alle Zürcher Baseballvereine (Challengers, Barracudas, Lions, Eighters) tragen ihre Heimspiele auf dem Sportplatz Heerenschürli aus, auf dem seit der Erneuerung 2010 das erste Schweizer Baseballfeld mit den Originalmassen ist.

## Persönlichkeiten

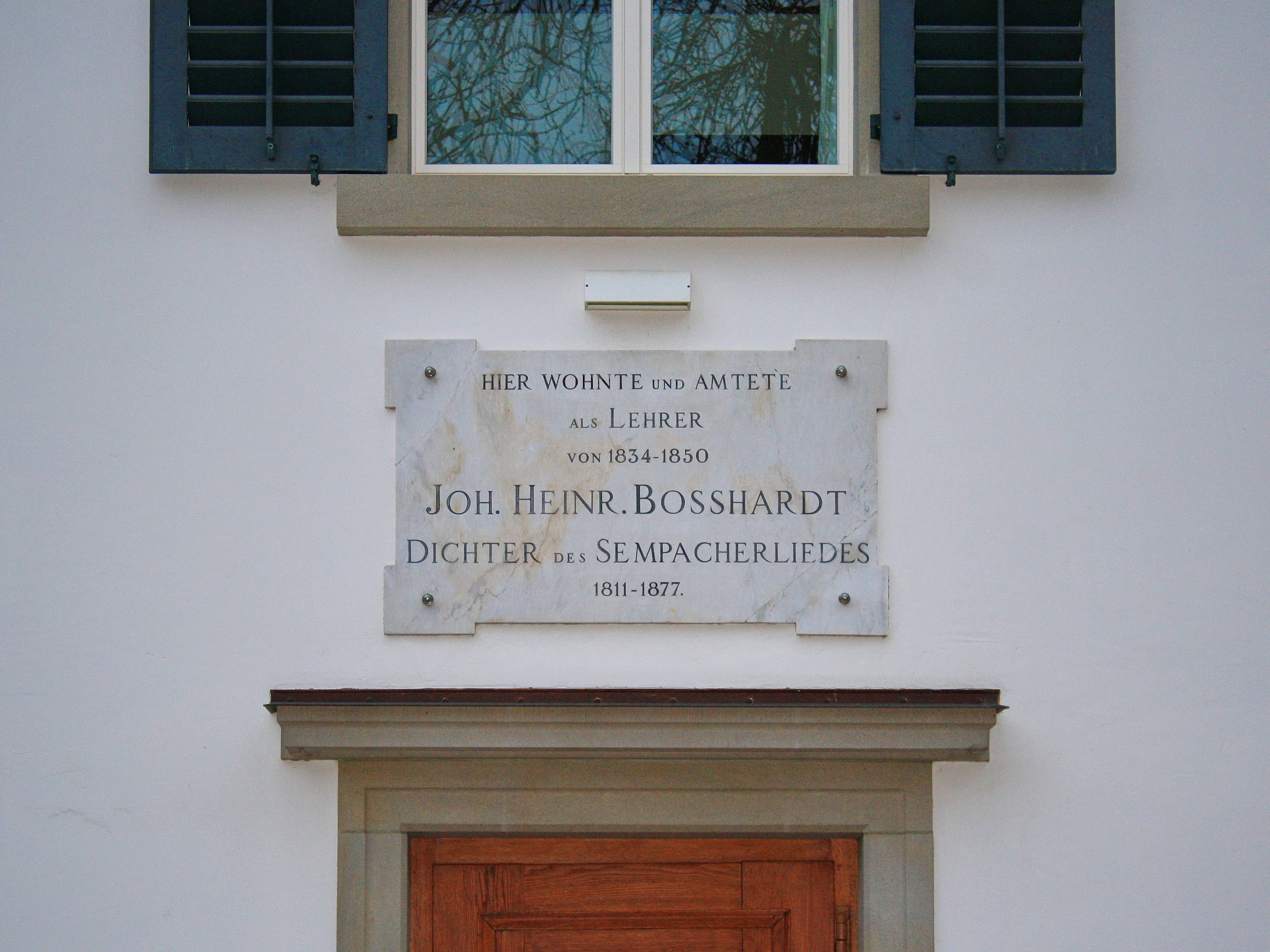
Erinnerungstafel am Schulhaus Heinrich Bosshardt in Schwamendingen

- Heinrich Bosshard (1811–1877), Dichter des Sempacherliedes (1836), wohnte und arbeitete von 1834 bis 1850 als Lehrer in Schwamendingen
- Hermann Hintermeister (1838–1901), Gründer der Terlinden Textilpflege
- Ernst Waldburger (1875–1954), Bankier
- Gustav Huonker (1922–2019), Schriftsteller und Politiker, wohnte und arbeitete als Lehrer in Schwamendingen
- Thomas Huonker (* 1954), Historiker und Politiker, ist in Schwamendingen aufgewachsen
- Marcel Koller (* 1960), Fussballspieler, Fussballtrainer
- Christoph Erb (* 1973), Jazzmusiker
- Bligg, bürgerlich Marco Bliggensdorfer (* 1976), Rap-Musiker, wuchs in Schwamendingen und in Wolfhausen auf
- Viola Tami (* 1981), Moderatorin, Schauspielerin und Sängerin, wuchs in Schwamendingen auf
- Ricardo Rodríguez (* 1992), Fussballspieler